# Дэниэлс, Холли
Холли Дэниэлс (род. 1983, Колумбус) — активистка, пережившая сексуальную торговлю людьми и защитница жертв домашнего насилия в Колумбусе, штат Огайо.

## Биография
Мать Дэниэлс впервые продала её в возрасте 15 лет, 17 лет Холли употребляла наркотики. С помощью инновационной судебной программы под названием CATCH Court, которая выявляет преступников, которые на самом деле являются жертвами, в 2015 году ей удалось бросить. Большинство женщин, ставших жертвами торговли людьми в целях сексуальной эксплуатации в Соединенных Штатах, отмечены татуировками и шрамами, и потом меняют татуировки на своем теле, чтобы подтвердить контроль над своей жизнью.
После выхода из тюрьмы Дэниэлс участвовала в некоммерческой организации Reaching For the Shining Starz, которая помогает потенциальным жертвам секс-торговли. Вскоре она стала её исполнительным директором. Во время первого выхода в качестве волонтёра она встретила свою младшую сестру Рози, которая пошла по тому же пути, что и она. Она продолжала навещать её каждую неделю в течение года, пока Рози не удалось оставить позади жизнь на улице.
Дэниэлс получила стипендию для изучения коммуникаций в Университете штата Огайо и работает адвокатом для жертв домашнего насилия в суде Колумбуса.

## Признание
Она была признана одной из 100 женщин Би-би-си 2019 года.